# Ludwig von Lilienthal
Ludwig Theodor Balduin von Lilienthal, auch Louis von Lilienthal (* 23. Januar 1828 in Arnsberg; † 1. Juni 1893 in Elberfeld), war ein deutscher Kaufmann und Kunstmäzen.

## Leben

### Familie
Ludwig von Lilienthal war der Sohn des Leutnants und Oberlandesgerichts-Registrators Julius von Lilienthal, der Name der Mutter war Anna Maria Florentine Blume. Sein Großvater Johannes von Lilienthal stammte aus Kopenhagen und war „Königlich schwedischer Marine-Kapitän“. Lilienthals ältester Sohn, nach dem mütterlichen Großvater Carl (1853–1927) genannt, war Strafrechtsprofessor in Halle und Zürich und wurde später in Marburg Nachfolger des Rechtswissenschaftlers Franz von Liszt. Ludwig von Lilienthals älteste Tochter heiratete den Schiffsmaschinenbauingenieur Carl Busley.

### Kaufmännischer Werdegang
1847 kam Lilienthal nach Elberfeld und wurde mit 19 Jahren Lehrling in dem Modewarenhaus Carl Seyd, Handlung für englische, französische und Schweizer Manufakturwaren an der Ecke Wall und Schlössersgasse. Im August 1852 heiratete er die 20-jährige Henriette Seyd (1832–1886), die einzige Tochter seines Arbeitgebers. Nach dem Tod seines Schwiegervaters führte er die Firma bis zu seinem Tod erfolgreich weiter.
Das Kaufhaus wurde 1910 von Otto Klischan übernommen und beim Luftangriff auf Elberfeld 1943 zerstört.

### Mäzenatentum
Lilienthal, selbst „ein Dichter und Maler für den Hausgebrauch“, hatte eine „hübsche Tenorstimme“ und war kunstgeschichtlich gebildet. Seine Sammlungen bestanden aus Bildern, Kupferstichen, Waffen und anderem. In seinem Geschäftshaus an der Schlössersgasse hatte er sich ein „Sanssouci“ genanntes Atelier eingerichtet, das er gern den Musenfreunden, besonders Johann Richard Seel, überließ. Kaufleute und Kunstschaffende aus dem Wuppertaler Dichterkreis wie Carl Siebel, Adolf Schults, Emil Rittershaus, Friedrich Roeber, Karl Stelter und der Assessor Albert Roffhack waren hier häufig zu Gast.

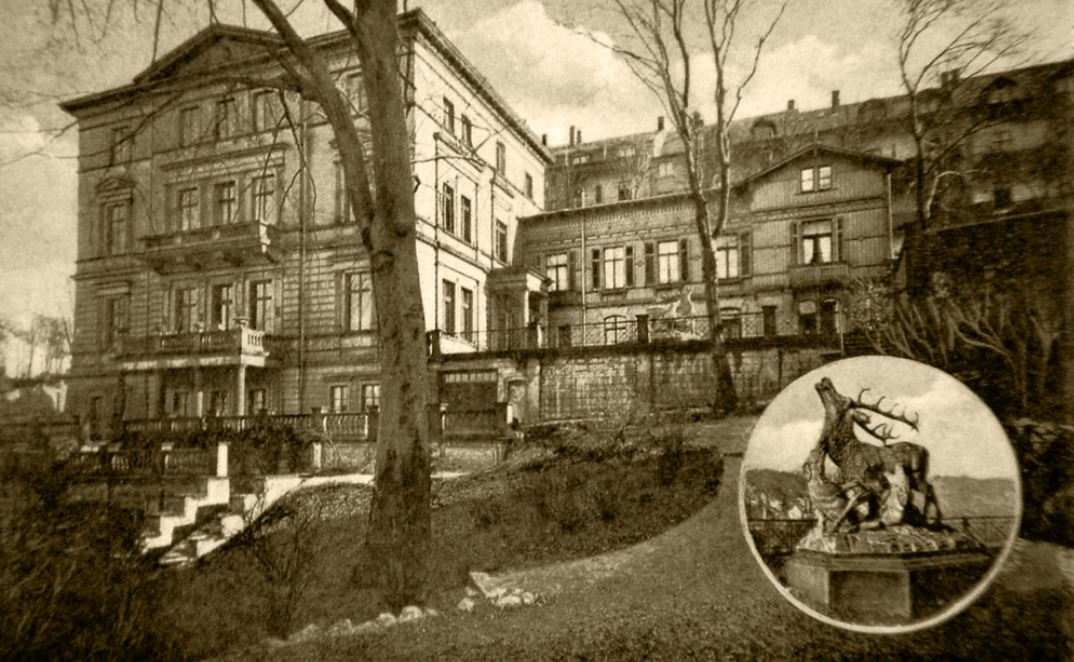
Villa Lilienthal, 1943 zerstört.

Später baute Lilienthal für seinen Freund Seel ein Atelier, ein „gastfreies Haus“ an der Wolkenburg, von der sich der Park seines Hauses, der Villa Lilienthal, auf die Kluser Höhe hinaufzog. Auch der Bildhauer Paul Disselhoff arbeitete hier.
Die Villa war über viele Jahre hinweg der gesellige und geistige Mittelpunkt des Kulturlebens im Tal der Wupper. Zu Lilienthals Gästen gehörten Hoffmann von Fallersleben, Ferdinand Freiligrath, Robert Prutz, Emil Devrient, Wilhelm Jordan, Friedrich von Bodenstedt, Bernhard Afinger und andere.

### Engagement in deutschen Kolonien
Lilienthal war ein Unterstützter der deutschen Kolonialbestrebungen in Südwestafrika. Gemeinsam mit dem Bremer Großkaufmann Adolf Lüderitz rüstete er mehrere Expeditionen aus, schloss für Deutschland Verträge mit Stammeshäuptlingen ab und war am Ankauf der Lüderitzbucht in Namibia mit hohen Summen beteiligt. Er setzte sich großzügig für die afrikanische Mission ein und ließ in den 1880er Jahren seinem Freund, dem Direktor der Rheinischen Missionsgesellschaft, Friedrich Gotthardt Fabri, für die Missionierung Afrikas finanzielle Unterstützung zuteilwerden.

### Nachlass
Lilienthal verstarb 1893 und wurde am 5. Juni auf dem Lutherischen Friedhof Hochstraße zur letzten Ruhe gelegt.
Aus seinem reichhaltigen Kunstnachlass vermachten die Erben dem Elberfelder Verschönerungsverein einen Zinkguss der Muse der lyrischen Poesie und des Gesangs, Euterpe (griechisch: die Freudenspendende). Das Standbild wurde in der Nähe des Wohnplatzes Böhler Hof in der Anlage auf der Friedenshöhe aufgestellt, gilt aber heute als verschollen. Andere Springbrunnen und Skulpturen aus Lilienthals Garten befinden sich heute im Wuppertaler Von der Heydt-Museum, darunter Bernhard Afingers Penelope von 1870.
Nach Lilienthals Tod diente seine Villa als Sommersitz des Spediteurs Klophaus. Aus einem Teil des Privatgartens der Villa ging der heutige Klophaus-Park hervor. Das Gebäude existiert heute nicht mehr.
Als 1945 die Elberfelder Innenstadt von den Trümmern des Zweiten Weltkriegs geräumt wurde, wurden auf dem Grundstück des ehemaligen Kaufhauses Carl Seyd in gotische Spitzbogen mündende Fenster samt Fensterrosen und Strebepfeiler gefunden, die zuerst vermuten ließen, dass man auf die Überreste eines alten Klosters gestoßen war. Jedoch handelte es sich hierbei um einen der Öffentlichkeit nicht zugänglichen Lagerraum, den Ludwig von Lilienthal um 1871 versteckt an der Hofseite seines Geschäftshauses hatte anbauen lassen.

## Ehrungen
In Wuppertal ist die Lilienthal-Straße in der Elberfelder Südstadt nach Ludwig von Lilienthal benannt.

## Rezeption
Der Journalist Paul Lindau meinte 1868: „Sie machen sich eine falsche Vorstellung von meinem Leben an der Türkisch-Rot gefärbten Wupper. Einen netteren Kreis lieber lebenslustiger und kluger Leute, als die Tafelrunde, die der Schloßherr auf dem Döppersberg, der feingebildete Großindustrielle und begabte Kunstfreund Ludwig von Lilienthal um sich versammelt, habe ich mein Lebtag nicht gefunden. Das vielverschrieene Muckertal ist wahrhaftig besser als sein Ruf!“